# Explosivo

Símbolo euro comunitario de explosivo según la Directiva 67/548/EEC

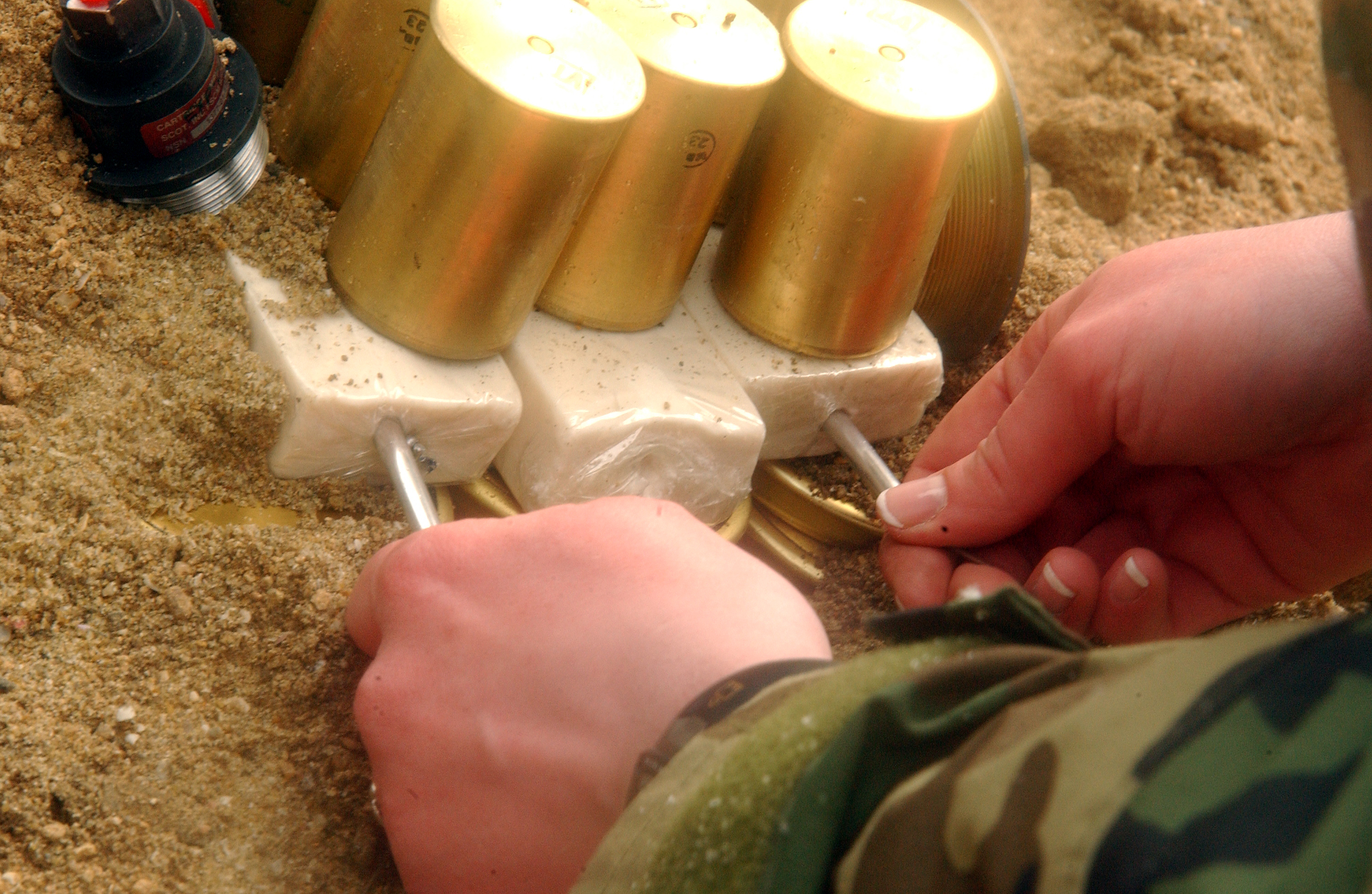
Preparación de un explosivo C-4.

Un explosivo es aquella sustancia que por alguna causa externa (roce, calor, percusión, etc.) se transforma en gases liberando calor, presión o radiación en un tiempo muy breve.

## Historia
Las armas térmicas, como el fuego griego, han existido desde la antigüedad. En sus raíces, la historia de los explosivos químicos se encuentra en la historia de la pólvora. Durante la dinastía Tang en el siglo IX, los alquimistas chinos taoístas intentaban ansiosamente encontrar el elixir de la inmortalidad. En el proceso, se toparon con la invención explosiva de la pólvora negra hecha de carbón vegetal, salitre y azufre en 1044. La pólvora fue el primer explosivo químico y en 1161 los chinos ya estaban usando explosivos por primera vez en la guerra. Los chinos incorporarían explosivos disparados con tubos de bambú o bronce conocidos como "petardos de bambú". También insertaban ratas vivas dentro de los petardos de bambú porque, cuando se disparaban contra el enemigo, las ratas en llamas producían un efecto psicológico de pánico: no solo ahuyentaban a los soldados enemigos, sino que provocaban que los animales de la caballería se volvieran locos.
El primer explosivo útil más fuerte que la pólvora negra fue la nitroglicerina, desarrollada en 1847. Dado que la nitroglicerina es un líquido muy inestable, fue reemplazada por nitrocelulosa, trinitrotolueno (TNT) en 1863, pólvora sin humo, dinamita en 1867 y gelignita (los dos últimos son preparaciones sofisticadas estabilizadas de nitroglicerina en lugar de alternativas químicas, ambas inventadas por Alfred Nobel). La Primera Guerra Mundial vio la adopción del TNT para proyectiles de artillería. Y la Segunda Guerra Mundial extendió su uso y creó nuevos explosivos y granadas (véase Anexo:Explosivos usados en la Segunda Guerra Mundial).
A su vez, estos han sido reemplazados en gran medida por explosivos más poderosos como el C-4 y el PETN. Sin embargo, el C-4 y el PETN reaccionan con el metal y se incendian fácilmente, por más que tengan las ventajas, a diferencia del TNT, de ser impermeables y maleables.

## Clasificación de sustancias explosivas
La clasificación de las sustancias explosivas de diferentes tipos puede efectuarse de múltiples maneras, no obstante, hay tres formas principales ampliamente aceptadas: por naturaleza, por sensibilidad y por utilización. Más aún en la clasificación que se da es muy difícil y es frecuente encontrar tipologías con base en un grupo químico funcional y en nombres comerciales cuando se trata de mezclas de sustancias explosivas.
Las características de carácter práctico que son básicas de un explosivo son las que se señalan a continuación:
- Potencia explosiva.
- Poder rompedor.
- Velocidad de detonación.
- Densidad de encartuchado.
- Resistencia al agua.
- Calidad de humos
- Sensibilidad.
- Estabilidad química.

### Sustancias explosivas por naturaleza explosiva

#### Deflagrantes
Son los explosivos en los que la reacción se inicia por activación termo cinética (calor). La velocidad de estos no supera la velocidad del sonido (medida en el medio explosivo, que siendo sólido o líquido, es muy superior a la del aire -343m/s). La barrera del sonido atempera la energía cedida por este, de modo que no son muy potentes. 
pirotecnia y algunas aplicaciones en las que se requiera baja energía.
En esta línea, los propelentes son considerados un subgrupo de los explosivos deflagrantes.

#### Detonantes
La reacción en este grupo se autoabastece por una onda de choque, supersónica (en el medio que recorre), que inicia al explosivo a medida que esta transcurre. Dada la alta velocidad de la reacción son explosivos muy potentes. Dentro de esta clase se pueden incluir todos las sustancias explosivas mencionadas a continuación.
- Pólvora negra
- Otras pólvoras o explosivos que utilicen de oxidante el nitrato de potasio y clorato de potasio por lo general son deflagrantes.

### Sustancias explosivas por sensibilidad

#### Primarios
Son aquellas sustancias que requieren cantidades ínfimas de energía para activarse. Son de gran peligrosidad y generalmente se utilizan flegmatizados (insensibilizados). Su potencia es modesta en comparación con los demás grupos.
La energía liberada por los explosivos primarios en su detonación es generalmente pequeña;
en los casos más comunes, sus calores de explosión están alrededor de las 400 kcal/kg (1700
kJ/kg), frente a los valores de 1000 kcal/kg, y superiores, típicos de los explosivos secundarios.
- Triyoduro de nitrógeno
- Fulminato de mercurio
- Fulminato de plata
- Azida de plomo o nitruro de plomo.
- Azida de plata
- Estifnato de plomo o trinitroresorcinato de plomo.
- Hexanitrato de manitol
- Acetiluro de plata
- Peróxido de acetona
- 1-diazidocarbamoil-5-azidotetrazol

#### Secundarios
Necesitan de un explosivo primario para poder iniciarse. 
Responden con energías de activación intermedias aunque no estrictamente homogéneas. Las potencias son muy altas, encontrándose en el orden de los GW, según su velocidad, composición química o su uso.
- Nitroglicerina. Muy sensible. Generalmente se le aplica un desensibilizador.
- Trilita o TNT
- Hexógeno, RDX Ciclonita (trinitrofenilmetilnitramina)
- Pentrita, PT, PETN Tetranitrato de pentaeritrita
- Ácido pícrico o TNP (Trinitrofenol)
- Picrato de amonio
- Tetranitrometano
- Octógeno o HMX (Ciclotetrametilentetranitramina)
- Nitrocelulosa
- Cloratita

#### Terciarios
Familia constituida casi en unanimidad por NAFOS (nitrato de amonio/fuelóleo) conocida su enorme insensibilidad.
- ANFO o NAFO en castellano.

### Sustancias explosivas por utilización

#### Iniciador
Material energético, con una energía de activación relativamente baja, utilizado para iniciar un explosivo secundario. Suelen ser explosivos de alta sensibilidad (primarios) en combinación, de acuerdo al impulso requerido: impacto, eléctrico o térmico. Suelen ser llamados detonadores al estar encartuchados comercialmente.

#### Carga
Es la masa base que explotará y es objeto del diseño de la voladura. El iniciador es el responsable de iniciar la carga. Algunas sustancias pueden no requerir iniciador: pólvora, nitroglicerina o pentrita se inflaman con relativa facilidad bajo la llama.

#### Multiplicador
En ciertas ocasiones la carga no detona con el iniciador, por lo que se requiere un explosivo intermedio que sea sensible al iniciador y a la vez inicie a la carga. Muy frecuentemente los anfos requieren de este tipo de carga.

### Sustancias explosivas mezcladas
A menudo las sustancias carecen de todas las propiedades solicitadas para una función; por ejemplo: la nitroglicerina es muy inestable, el nitrato amónico muy mediocre o el estifnato de plomo debería ser más sensible a la llama. Para soslayar dichos problemas se recurre a mezclas de estos para potenciarlos. Comercialmente se conocen:

#### Dinamitas
Las dinamitas son explosivos generalmente bicomponente: nitroglicerina o nitroglicol con nitrocelulosa, formando una pasta de mayor estabilidad que cada explosivo por separado.
Tradicionalmente la dinamita ha sido una mezcla de nitroglicerina con arcilla -originalmente tierra de diatomeas; receta del propio Nobel-. La evolución técnica de esta, llevó a la producción de las gomas: nitroglicerina más nitrocelulosa. Actualmente las dinamitas se han inclinado por mezclas de nitroglicol, de mayor estabilidad, junto con nitrocelulosa. En adición, comprenden otros ingredientes como aluminio (aumenta el calor y potencia), que le otorga una apariencia grisácea y aceitosa al tacto.
En términos generales son consideradas unos explosivos muy potentes (comparado con la pólvora, el fulminato de mercurio y otros explosivos débiles.

##### Gomas
La Goma-2 es un explosivo del tipo    dinamita  de fabricación española para uso industrial (sobre todo en minería) por la Unión Española de Explosivos, S.A. (actualmente MAXAM). Se comercializa al menos en dos variantes, la Goma-2 EC y la Goma-2 ECO.

##### Pulverulentas
Los explosivos pulverulentos están compuestos por nitrato amónico, impermeabilizantes, estabilizantes y sustancias combustibles y oxidantes. Estos tienen una consistencia pulverulenta, presentando mala resistencia al agua.
Su potencia, densidad y velocidad de detonación es inferior a la de los explosivos gelatinosos, produciendo muy pocos gases tóxicos. Los explosivos pulverulentos son poco sensibles a los golpes y a la fricción.

#### ANFO
El ANFO, del inglés: Ammonium Nitrate - Fuel Oil, es un explosivo de alto orden. Consiste en una mezcla de nitrato de amonio y un combustible derivado del petróleo, desde gasolinas a aceites de motor. Estas mezclas son muy utilizadas principalmente por las empresas mineras y de demolición, debido a que son muy seguras, baratas y sus componentes se pueden adquirir con mucha facilidad.
Las cantidades de nitrato de amonio y combustible varían según la longitud de la cadena hidrocarbonada del combustible utilizado. Los porcentajes van del 90% al 97% de nitrato de amonio y del 3% al 10% de combustible, por ejemplo: 95% de nitrato de amonio y 5% de queroseno. El uso de un combustible insoluble en agua acaba con el principal problema del nitrato de amonio: su tendencia a absorber agua (higroscopía). Si además se le añade polvo de aluminio el ANFO se convierte en una variedad aún más potente llamada ALANFO.
Se utiliza ampliamente en las voladuras de rocas de tipo medio a blando, bien sea introduciendo en los barrenos el granulado mediante aire comprimido o bien en su otra forma de presentación que es encartuchado. Es necesario cebar fuertemente el barreno con detonador y cartucho de goma a fondo, para producir su correcto funcionamiento, además su uso está contraindicado en barrenos con presencia de agua, a no ser que se use encartuchado.
El ANFO también se suele mezclar con otros explosivos tales como hidrogeles o emulsiones para formar, en función del porcentaje de ANFO o ANFO Pesado (aproximadamente un 70% de emulsión o hidrogel y 30% ANFO).

#### Hidrogeles
Los hidrogeles son agentes explosivos constituidos por soluciones acuosas saturadas de NA, a menudo con otros oxidantes como el nitrato de sodio y/o el de calcio, en las que se encuentran dispersos los combustibles, sensibilizantes, agentes espesantes y gelatinizantes que evitan la segregación de los productos sólidos.
Respecto a las emulsiones tienen la ventaja de la reticulación o gelatinización, propiedad que les permite ser resistentes al agua al convertirse en una sustancia semisólida gelatinosa. Su potencia relativa respecto al ANFO en kJ/kg es superior a la de las emulsiones tal como puede comprobarse en las hojas técnicas de sus fabricantes.

#### Emulsiones
Las emulsiones explosivas son del tipo denominado <agua en aceite> en las que la fase acuosa está compuesta por sales inorgánicas oxidantes disueltas en agua y la fase aceitosa por un combustible líquido inmiscible con el agua del tipo hidrocarbonado.

## Propiedades

### Velocidad de detonación
La velocidad con la que se propaga el proceso de reacción en la masa del explosivo. La mayoría de los explosivos de minería comerciales tienen velocidades de detonación que van desde 1800 m/s a 8000 m/s. Hoy en día, la velocidad de detonación se puede medir con precisión. Junto con la densidad, es un elemento importante que influye en el rendimiento de la energía transmitida tanto para la sobrepresión atmosférica como para la aceleración del suelo. Por definición, un «explosivo bajo», como la pólvora negra o la pólvora sin humo, tiene una velocidad de combustión de 171 a 631 m/s. En contraste, un «explosivo alto», ya sea primario, como un cordón detonante, o secundario, como TNT o C-4, tiene una tasa de combustión significativamente más alta.

### Volumen de productos de explosión
Los explosivos más utilizados son líquidos condensados o sólidos convertidos en productos gaseosos por reacciones químicas explosivas y la energía liberada por esas reacciones. Los productos gaseosos de las reacciones son típicamente dióxido de carbono, vapor y nitrógeno. Los volúmenes gaseosos calculados por la ley de los gases ideales tienden a ser demasiado grandes a altas presiones características de las explosiones. Los explosivos con un déficit de oxígeno generarán hollín o gases como el monóxido de carbono y el hidrógeno, que pueden reaccionar con los materiales circundantes, como el oxígeno atmosférico. Los intentos de obtener estimaciones de volumen más precisas deben considerar la posibilidad de tales reacciones secundarias, condensación de vapor y solubilidad acuosa de gases como el dióxido de carbono.
En comparación, la detonación de CDP se basa en la rápida reducción de dióxido de carbono a carbono con la abundante liberación de energía. En lugar de producir gases residuales típicos como dióxido de carbono, monóxido de carbono, nitrógeno y óxidos nítricos, el CDP es diferente. En cambio, la reducción altamente energética de dióxido de carbono a carbono vaporiza y presuriza el exceso de hielo seco en el frente de onda, que es el único gas liberado por la detonación. Por lo tanto, la velocidad de detonación de las formulaciones de CDP se puede personalizar ajustando el porcentaje en peso de agente reductor y hielo seco. Las detonaciones de CDP producen una gran cantidad de materiales sólidos que pueden tener un gran valor comercial como abrasivo:
Ejemplo: reacción de detonación de CDP con magnesio: XCO2 + 2Mg → 2MgO + C + (X-1)CO2
Los productos de la detonación en este ejemplo son óxido de magnesio, carbono en varias fases, incluido el diamante, y dióxido de carbono en exceso vaporizado que no fue consumido por la cantidad de magnesio en la formulación explosiva.

### Balance de oxígeno (OB% oΩ)
El balance de oxígeno es una expresión que se usa para indicar el grado en que un explosivo puede oxidarse. Si una molécula explosiva contiene suficiente oxígeno para convertir todo su carbono en dióxido de carbono, todo su hidrógeno en agua y todo su metal en óxido metálico sin exceso, se dice que la molécula tiene un balance de oxígeno cero. Se dice que la molécula tiene un balance de oxígeno positivo si contiene más oxígeno del necesario y un balance de oxígeno negativo si contiene menos oxígeno del necesario.
El balance de oxígeno se aplica a la mecánica de explosivos tradicional con el supuesto de que el carbono se oxida a monóxido de carbono y dióxido de carbono durante la detonación. En lo que parece una paradoja para un experto en explosivos, Cold Detonation Physics utiliza carbono en su estado más oxidado como fuente de oxígeno en forma de dióxido de carbono. Por lo tanto, el balance de oxígeno no se aplica a una formulación de CDP o debe calcularse sin incluir el carbono en el dióxido de carbono.

## Reacciones nucleares
Extremadamente potentes, están prohibidas para uso comercial, y solo las producen y utilizan ejércitos de países tecnológicamente desarrollados con derecho de veto en el Consejo de Seguridad de la ONU, más algunos de aquellos que no han firmado acuerdos de no proliferación nuclear: EE. UU., Rusia, Francia, Reino Unido, China, India, Pakistán, Israel y Corea del Norte.
El funcionamiento básico de dichas bombas consiste en la fisión o la fusión de átomos. Entre las primeras, las de fisión, hay esencialmente dos tipos: las que funcionan con uranio enriquecido y las que funcionan con plutonio. Con la ayuda de un detonador que inicia un proceso de implosión concentra una masa crítica y escinde sus átomos, generando otros inestables más pequeños y una reacción en cadena en progresión geométrica que libera muchísimo calor y energía, más una onda de choque aniquiladora. Fue un invento de Robert Oppenheimer y el Proyecto Manhattan de Los Álamos, y se hizo explotar la primera experimental, Trinity, en Alamogordo (Nuevo México), en 1945.
Otra clase, inventada por el físico Edward Teller, son las bombas de fusión de Hidrógeno (conocida como bomba H o termonuclear, 1951-1952), que consiste en la fusión de los átomos de dicha sustancia. Esta clase de bomba genera mucha más energía que la anterior, y aunque se ha probado en lugares desiertos, aún no se ha usado en combate real, a diferencia de las bombas de uranio enriquecido y de plutonio, lanzadas en Hiroshima y Nagasaki (respectivamente) a finales de la II Guerra mundial. 
Por otra parte, las Bombas de neutrones (1958-1963), inventadas por el físico Samuel T. Cohen, aunque provocan mucha menos destrucción física, extinguen toda forma de vida por medio de una radiación imperceptible, penetrante y mortal.

## Agrupamiento de explosivos por compatibilidad

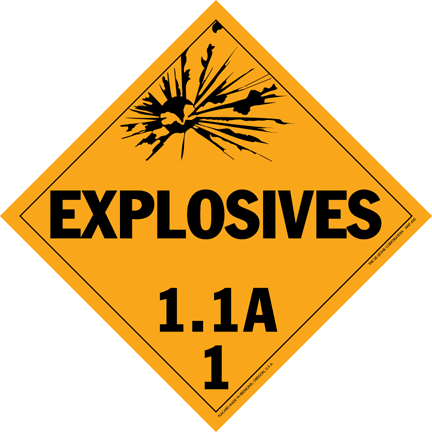
Señal de "Precaución Explosivos".

Estas señales se usan en Transporte, Embarque, Almacenamiento; incluye UN & US DOT, clases de material peligroso con señalética compatible. Wikipedia proporciona esta información, pero jamás debe ser una fuente primaria para manipular explosivos.
- 1.1 Peligro de Explosión
- 1.2 Explosión No Masiva, produce fragmentos
- 1.3 Fuego en Masa, menor riesgo de fragmentación
- 1.4 Fuego Moderado, no hay riesgo de expansión ni fragmentación: la pirotecnia y los dispositivos para la fragmentación de roca controlada son 1.4G o 1.4S
- 1.5 Sustancia Explosiva, muy insensible (con riesgo de explosión en masa)
- 1.6 Artículo Explosivo, extremadamente insensible

A Sustancia explosiva primaria (1.1A, 1.2A)
B Un artículo con un explosivo primario, sin dos o más dispositivos efectivos de protección. Se incluyen algunos artículos, ensambles de detonadores para voladuras y primers, tipo-cápsula. (1.1B, 1.2B, 1.4B)
C Sustancias explosivas propelentes u otras sustancias explosivas deflagrantes o artículos con tales sustancias explosivas (1.1C, 1.2C, 1.3C, 1.4C)
D Sustancias explosivas secundarias detonantes o pólvora negra o artículo con una sustancia explosiva secundaria detonante, en cada caso sin medios de iniciación ni carga propelente, o artículo con una sustancia explosiva primaria con dos o más dispositivos efectivos protectores. (1.1D, 1.2D, 1.4D, 1.5D)
E Artículo con una sustancia explosiva secundaria detonante sin medios de iniciación, con carga propelente (con más de un líquido inflamable, gel o líquido hipergólico) (1.1E, 1.2E, 1.4E)
F Artículo con una sustancia explosiva secundaria detonante con sus medios de iniciación, con una carga propelente (con más de un líquido inflamable, gel o líquido hipergólico) o sin una carga propelente (1.1F, 1.2F, 1.3F, 1.4F)
G Sustancia pirotécnica o artículo con sustancia pirotécnica, o artículo con una sustancia explosiva y una sustancia de iluminación, incendiaria, lacrimógena o fumígena (con un artículo activado por agua o conteniendo fósforo blanco, fosfato o líquido inflamable o gel o líquido hipergólico) (1.1G, 1.2G, 1.3G, 1.4G)
H Artículo con una sustancia explosiva y fósforo blanco (1.3H, 1.8H)
H a Artículo con solo uno de los dos explosivos sin fósforo blanco (1.3H, 1.8H)
J Artículo con ambas sustancias explosivas y líquido inflamable o gel (1.1J, 1.2J, 1.3J)
K Artículo con ambas sustancias explosivas y un agente químico tóxico (1.2K, 1.3K)
L Sustancia explosiva o artículo con una sustancia explosiva con riesgo especial (por ejemplo, activable con agua o presencia de líquidos hipergólicos, fosfatos o sustancias pirógenas) necesitando aislamiento en cada tipo (1.1L, 1.2L, 1.3L)
N Artículo con solo sustancias detonantes extremadamente insensibles (1.6N)
S Substancia o artículo empaquetado o diseñado tal que cualquier efecto riesgoso por manejo accidental se limita al propio paquete y no se extiende significativamente al entorno; no lo afecta el fuego cercano, u otra emergencia en la vecindad inmediata del paquete (1.4S)

## Regulación
La legalidad de poseer o usar explosivos varía según la jurisdicción. Varios países de todo el mundo han promulgado leyes y requieren licencias para fabricar, distribuir, almacenar, usar, poseer explosivos o ingredientes.

### Países Bajos
En los Países Bajos, el uso civil y comercial de explosivos está cubierto por la Wet explosieven voor civiel gebruik (Ley de explosivos para uso civil), de acuerdo con la directiva de la UE n. 93/15/EEG. El uso ilegal de explosivos está cubierto por la Wet Wapens en Munitie (Ley de armas y municiones).

### Reino Unido
El nuevo reglamento sobre explosivos de 2014 (ER 2014) entró en vigor el 1 de octubre de 2014 y define «explosivo» como:

a) cualquier artículo explosivo o sustancia explosiva que:

(i) si están embalados para el transporte, estar clasificados de acuerdo con las Recomendaciones de las Naciones Unidas como pertenecientes a la Clase 1; o
(ii) estar clasificado de acuerdo con las Recomendaciones de las Naciones Unidas como:
aa) ser excesivamente sensibles o tan reactivos como para estar sujetos a una reacción espontánea y, por lo tanto, demasiado peligrosos para el transporte, y
(bb) pertenecer a la clase 1; o
(b) un explosivo insensibilizado,
pero no incluye una sustancia explosiva producida como parte de un proceso de fabricación que posteriormente la reprocesa para producir una sustancia o preparación que no sea una sustancia explosiva.

Cualquiera que desee adquirir o conservar los explosivos pertinentes debe ponerse en contacto con su oficial de enlace de explosivos de la policía local. Todos los explosivos son explosivos relevantes, excepto los enumerados en el Anexo 2 de las Regulaciones sobre Explosivos de 2014.

### Estados Unidos
Durante la Primera Guerra Mundial, se crearon numerosas leyes para regular las industrias relacionadas con la guerra y aumentar la seguridad dentro de los Estados Unidos. En 1917, el 65.º Congreso de los Estados Unidos creó muchas leyes, incluida la Ley de Espionaje de 1917 y la Ley de explosivos de 1917.
La Ley de explosivos de 1917 (sesión 1, capítulo 83, 40 Stat. 385) se firmó el 6 de octubre de 1917 y entró en vigor el 16 de noviembre del mismo año. El resumen legal es «Una ley para prohibir la fabricación, distribución, almacenamiento, uso, y posesión en tiempo de guerra de explosivos, estableciendo normas para la fabricación, distribución, almacenamiento, uso y posesión seguros de los mismos y para otros fines». Esta fue la primera regulación federal de concesión de licencias para la compra de explosivos. La ley fue desactivada después de que terminó la Primera Guerra Mundial.
Después de que Estados Unidos entrara en la Segunda Guerra Mundial, se reactivó la Ley de Explosivos de 1917. En 1947, la ley fue desactivada por el presidente Truman.
La Ley de Control del Crimen Organizado de 1970 (Pub. L. 91–452) transfirió muchas regulaciones sobre explosivos a la Agencia de Alcohol, Tabaco, Armas de Fuego y Explosivos (ATF) del Departamento del Tesoro. El proyecto de ley entró en vigor en 1971.
Actualmente, las regulaciones se rigen por el Título 18 del Código de los Estados Unidos y el Título 27 del Código de Regulaciones Federales:
- «Importación, Fabricación, Distribución y Almacenamiento de Materiales Explosivos» (18 U.S.C. Capítulo 40).[24]
- «Comercio de explosivos» (27 C.F.R. Capítulo II, Parte 555).[25]